# Batalla de Latrún (1948)
La batalla de Latrún (1948) consistió en una serie de enfrentamientos militares entre las Fuerzas de Defensa de Israel y la transjordana Legión Árabe, en las afueras de Latrún entre el 25 de mayo y el 18 de julio de 1948, durante la guerra de Independencia de Israel. Latrún toma su nombre del monasterio ubicado cerca de la intersección de dos carreteras principales: Jerusalén a Jaffa/Tel Aviv y Gaza a Ramala. Durante el mandato británico, se convirtió en una base de la Policía Palestina británica: un fuerte Tegart. La resolución 181 de las Naciones Unidas colocó esta área dentro del Estado árabe propuesto. En mayo de 1948, estaba bajo el control de la Legión Árabe. El fuerte dominaba la carretera que unía el área controlada por el Yishuv en Jerusalén con el resto de Israel, dando a Latrún una importancia estratégica en la batalla por Jerusalén.
A pesar de atacar Latrún en cinco ocasiones distintas, Israel al final no pudo capturarlo y permaneció bajo control jordano hasta la guerra de los Seis Días. En cualquier caso, durante la batalla por Jerusalén, la población judía de la ciudad todavía podía ser suministrada por un nuevo camino, la llamada «carretera de Birmania», que pasaba por alto Latrún y era adecuada para los convoyes. La batalla de Latrún dejó su huella en el imaginario colectivo israelí y constituye parte del «mito fundacional» del Estado judío. Los ataques costaron la vida de 168 soldados israelíes, pero algunas cuentas inflan este número a 2.000. El combate en Latrún lleva también un significado simbólico, debido a la participación de sobrevivientes del Holocausto. Los jordanos, a su vez, conservarán la imagen de una «gran victoria», la única victoria de las fuerzas árabes sobre los israelíes en la guerra de 1948.
Hoy, el campo de batalla tiene un museo militar israelí dedicado al Cuerpo de Blindados de Israel y un monumento a la guerra de Independencia de Israel.

## Antecedentes

### Guerra árabe–israelí de 1948

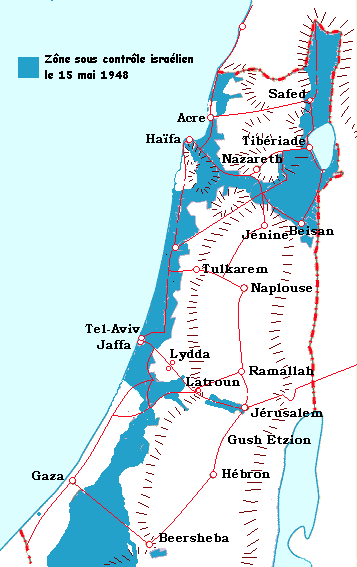
Áreas bajo control israelí el 15 de mayo de 1948.

Después de la adopción del Plan de Partición de las Naciones Unidas para Palestina en noviembre de 1947, estalló la guerra civil en el Mandato Británico de Palestina. Los judíos que vivían en Jerusalén, constituían uno de los puntos débiles del Yishuv y una causa principal de preocupación para sus líderes. Con cerca de 100.000 habitantes, una sexta parte de la población judía total del Mandato, la ciudad estaba aislada en el corazón del territorio bajo control árabe.
En enero, en el contexto de la «guerra de rutas», el Santo Ejército de Abdelkader al-Husayni sitió la parte judía de la ciudad y detuvo los convoyes que circulaban entre Tel Aviv y Jerusalén. A finales de marzo, la táctica demostró su valor y la ciudad fue bloqueada. La Haganá lanzó la Operación Najshón, entre el 4 y el 20 de abril, logrando forzar el paso de una serie de grandes convoyes. Después de la muerte de Abdelkader al-Husayni en al-Qastal, el comité militar de la Liga Árabe ordenó a la otra fuerza árabe en Palestina, el Ejército Árabe de Liberación, desplazar sus fuerzas de Samaria (la parte norte de la actual Cisjordania) a la carretera de Jerusalén y las zonas de Latrún, Ramla y Lida.
A mediados de mayo no había mejorado la situación para los 50.000 habitantes árabes de la ciudad y los 30.000-40.000 de los barrios periféricos. Después de la masacre de Deir Yassin y la ofensiva judía de abril, que provocó el éxodo de los árabes palestinos en gran escala en otras ciudades mixtas, la población árabe de Jerusalén estaba asustada y temía por su suerte. Con la salida de los británicos el 14 de mayo, la Haganá lanzó varias operaciones para tomar el control de la ciudad, y el liderazgo local árabe pidió al rey Abdullah de Jordania que desplegara su ejército para acudir en su ayuda.
Además de su importancia estratégica, la ciudad de Jerusalén también tenía (y tiene) un importante valor simbólico para los protagonistas del conflicto, como lugar sagrado del judaísmo, el cristianismo y el islam.
El 15 de mayo, la situación en el Estado recién declarado de Israel y los pobladores árabes del antiguo mandato era caótica por el abandono británico. Las fuerzas judías ganaron ventaja sobre las fuerzas árabes, pero temían la intervención de los ejércitos de los países árabes vecinos que había sido anunciada para ese día.

### Geografía

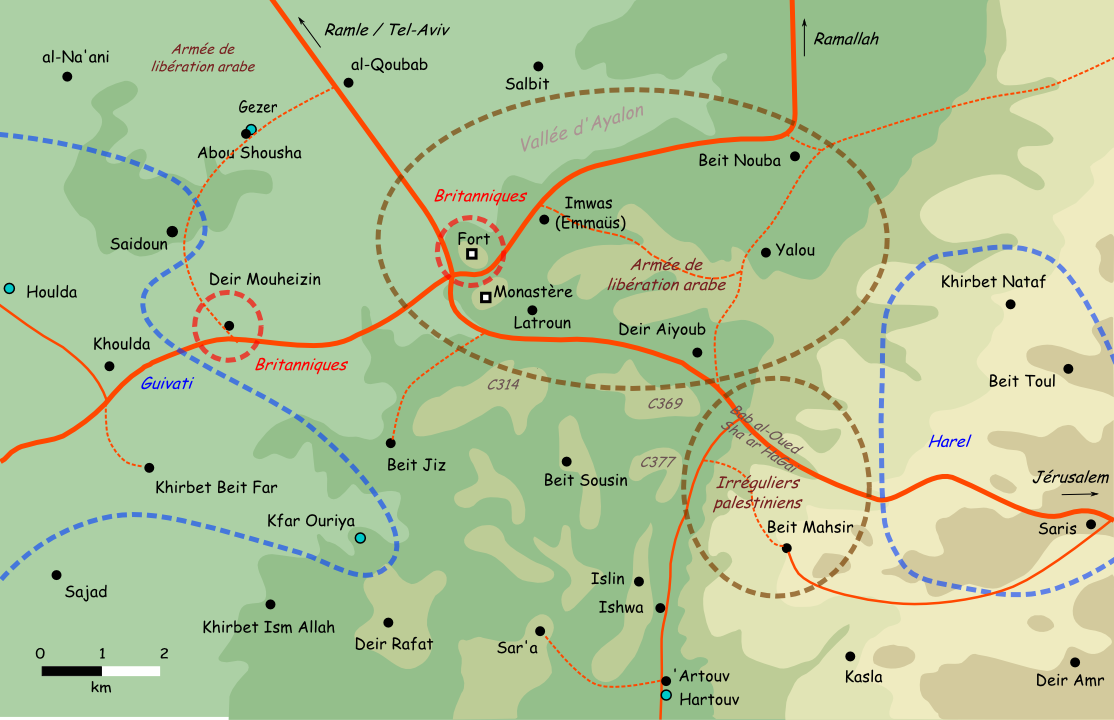
Área de Latrún (10 de mayo de 1948).

Latrún se encuentra en el cruce entre las carreteras de Tel Aviv-Ramla-Jerusalén y Ramalá-Isdud, en la zona asignada al Estado árabe por el Plan de Partición de las Naciones Unidas. En ese punto, la carretera que se dirige a Jerusalén entra a los montes de Judea en Bab al-Wad (Shaar Hagai). La fortaleza dominaba el valle de Ayalón, y la fuerza que lo ocupara dominaba el camino a Jerusalén.
En 1948, Latrún comprendía un campo de detención y una estación de policía fortificada ocupados por los británicos, un monasterio trapense y varias aldeas árabes: Latrún, Imwas, Dayr Ayyub y Bayt Nuba. Tras la muerte de Abdelkader al-Husayni durante la guerra civil, las fuerzas del Ejército Árabe de Liberación se posicionaron alrededor de la fortaleza de la policía y en los pueblos de los alrededores, con la indiferencia de los británicos. En ese momento, ni el personal militar israelí ni los jordanos se habían percatado de la importancia estratégica del lugar.

## Preludio

### Operación Maccabi (8–16 de mayo)

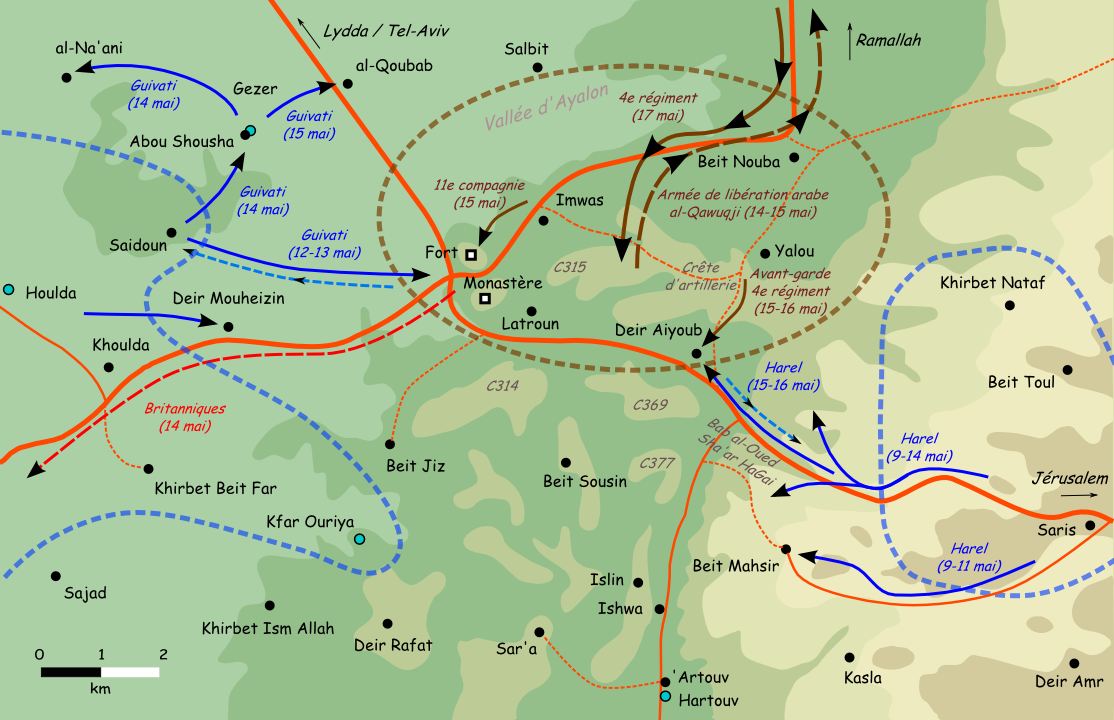
Área de Latrún (15 de mayo de 1948).

El 8 de mayo, la Haganá lanzó la Operación Maccabi contra el Ejército Árabe de Liberación y los irregulares árabes palestinos que ocupaban varias aldeas a lo largo de la carretera de Jerusalén e impedían el reabastecimiento de la comunidad judía de Jerusalén. La brigada Guivati (en el lado oeste) y la brigada Harel (en el lado este) estaban comprometidas en la lucha, en particular en la zona de Latrún.
Entre el 9 y el 11 de mayo, un batallón de la brigada Harel atacó y ocupó la aldea de Beit Mahsir, utilizada por los árabes palestinos como una base para el control de Bab al-Wad. El batallón Sha'ar Hagai de la brigada Harel también tomó una posición en las colinas al norte y al sur de la carretera. Tuvo que soportar el fuego de la artillería del Ejército Árabe de Liberación y el «inusual» fuego de los vehículos blindados británicos, pero logró mantener la posición y establecerse allí.
Al oeste, el 12 de mayo, las tropas de la brigada Guivati se apoderaron del campo de detención británico en la carretera que conduce a Latrún, pero lo abandonaron al día siguiente. Entre el 14 y 15 de mayo, el 52.º Batallón tomó las aldeas de Abu Shusha, Al-Na'ani y al-Qubab al norte de Latrún, cortando así la zona de Ramla, la principal ciudad árabe en la zona. Lapierre y Collins señalan también que un pelotón de la brigada Guivati disparó y luego penetró en la fortaleza sin encontrar resistencia en la mañana del 15 de mayo.
Más hacia el este, las tropas de la brigada Harel tomaron el 15 de mayo Dayr Ayyub, que abandonaron al día siguiente. Entonces los oficiales israelíes se percataron de la importancia estratégica de Latrún. Un informe detallado del cuartel general de la brigada Harel enviado al cuartel general del Palmaj concluía que «el cruce de Latrún se convierte en un punto crucial de la batalla [de Jerusalén]», pero «esa apreciación no fue compartida por el personal del Estado Mayor una semana antes». Mientras tanto, tras el avance del ejército egipcio, la brigada Guivati recibió la orden de volver a implementar un frente más al sur y la brigada Harel, de permanecer en el sector de Jerusalén. Esta decisión de abandonar la zona, y el hecho de no haberse dado cuenta de la importancia estratégica de lugar, sería más tarde una fuente de controversia entre el jefe de operaciones de la Haganá, Yigael Yadin, y Yitzhak Rabin, comandante de la Brigada Harel.

### La Legión Árabe toma el control

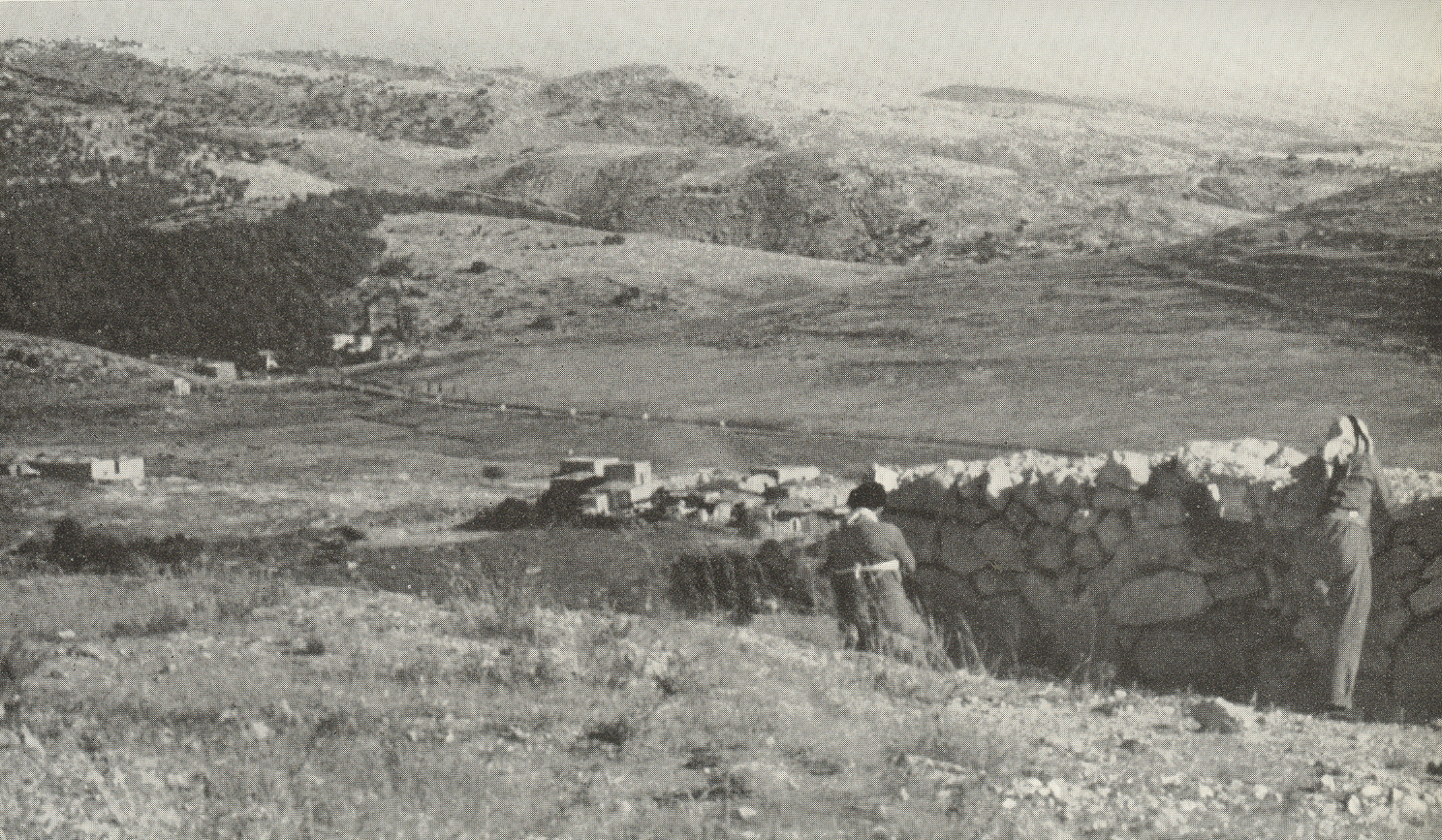
En el sur, la posición de Latrún domina el camino a Jerusalén. A la izquierda de la foto, la zona boscosa es el área de Bab al-Wad.

Durante la confusión de los últimos días del mandato británico y con la «entrada en la guerra» de los ejércitos árabes, la posición en Latrún cambió de manos sin combate. En primer lugar, alrededor del 14 y el 15 de mayo, se ordenó a Fawzi al-Qawuqji y sus fuerzas del Ejército de Liberación de retirarse y dar paso a la Legión Árabe. Según el historiador Yoav Gelber, esta desviación se produce antes de la llegada de las tropas jordanas a Latrún y la posición estuvo en manos de 200 irregulares. Benny Morris, sin embargo, señala que un pelotón de legionarios de la 11.ª Compañía, junto con los irregulares, estaba allí y se hizo cargo de la fortaleza. De hecho, como una fuerza auxiliar de los británicos en el Mandato, varios elementos de la Legión Árabe sirvieron en Palestina durante el final del mandato. Los británicas prometieron que estas unidades serían removidas de Palestina a finales de abril, pero «por razones técnicas», muchas compañías no abandonaron el país. John Bagot Glubb, el comandante de la Legión Árabe, los formó en una división con dos brigadas, cada una compuesta de dos batallones de infantería, además de varias compañías de infantería independientes. A cada batallón se le dio una compañía de carros blindados y la artillería fue asignada a un batallón independiente con tres baterías. Una brigada «ficticia» se formó para hacer que los israelíes creyeran que era una brigada de reserva, disuadiéndolos de esta manera de contraatacar en Transjordania.
El 15 de mayo, los estados árabes entraron en guerra; contingentes sirios, iraquíes, jordanos y egipcios se desplegaron en Palestina. Entre estos, el cuerpo expedicionario jordano fue constituido principalmente por una fuerza mecanizada encuadrada por oficiales británicos y denominada Legión Árabe. Estaba formada:
- La 1.ª Brigada, que comprendía el 1° y 3° Regimiento, tomó posiciones en el área que conducía a Nablus.[nota 7]
- La 3.ª Brigada (bajo las órdenes del coronel Ashton), que comprendía el 2° Batallón (bajo las órdenes del comandante Geoffrey Lockett[25]) y el 4.º Batallón (bajo las órdenes del teniente coronel Habes al-Majali), tomó posición en Ramala.
- El 5° y 6° Batallón operaban independientemente.

Glubb tomó conciencia por primera vez sobre la importancia estratégica de Latrún en la batalla de Jerusalén. Su objetivo era doble: quería evitar que los israelíes reforzaran Jerusalén enviando suministros a la ciudad, y que quería «hacer un desvío» para mantener los puntos fuertes de la Haganá lejos de la ciudad, garantizando a los árabes el control de Jerusalén Este. En adición a la 11.ª Compañía que se encontraba en lugar, envió a Latrún a todo el 4° Regimiento. En la noche entre el 15 y el 16 de mayo, el primer contingente de 40 legionarios secundados por un número indeterminado de beduinos fortaleció la posición, y el resto del regimiento llegó a la zona el 17 de mayo. El 18 de mayo, las fuerzas de la Legión Árabe fueron desplegados entre Latrún y Bab al-Wad y la carretera quedó bloqueada de nuevo. Se necesitaron varios días para que el Estado Mayor israelí se diera cuenta de la posición real de las fuerzas jordanas en los alrededores de Latrún y Jerusalén porque, como se temía, se habían presentado en varios lugares del país.

### La situación de Jerusalén

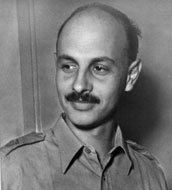
Yigael Yadin, Jefe de Operaciones de las FDI durante la guerra árabe-israelí de 1948.

En Jerusalén, después de exitosa ofensiva que permitió a las fuerzas judías tomar el control de los edificios y fuertes abandonados por los británicos, Glubb Pasha envió al 3° Regimiento de la Legión Árabe para fortalecer a los irregulares y combatir las fuerzas judías. Después de una lucha «violenta», las posiciones judías en la Ciudad Vieja de Jerusalén fueron amenazadas (esto se sentía de hecho desde el 28 de mayo). El cerco se estaba cerrando alrededor de la ciudad el 22 y 23 de mayo, y la 2.ª Brigada egipcia, compuesta principalmente por varios batallones de tropas irregulares y varias unidades del ejército regular, llegó a las afueras del sur de Jerusalén y participó en el ataque a Ramat Rajel, al sur de la ciudad.
Glubb sabía, sin embargo, que el ejército israelí, tarde o temprano, sería más fuerte que la suya y que él tenía que evitar que el fortalecimiento de las brigadas Harel y Etzioni para asegurar el este de Jerusalén. Reubicó a sus fuerzas el 23 de mayo para reforzar el bloqueo. El ejército iraquí, en ese momento apoyado por tanques, relevó a las unidades de la Legión Árabe en el norte de Samaria, y estas se reubicaron en el sector de Jerusalén. El 2.º Regimiento de la Legión se trasladó a Latrún. Una brigada jordana completa se colocó en la zona.
Del lado israelí, varios líderes de la ciudad judía enviaron telegramas de emergencia a David Ben-Gurión, donde describieron la situación como desesperada y que no podían aguantar más de dos semanas. Ante el temor de que sin suministros la ciudad colapsaría, Ben-Gurión ordenó la toma de Latrún. Esta decisión parecía estratégicamente necesaria pero era políticamente delicada, porque Latrún estaba en el área asignada al Estado árabe de acuerdo con los términos del Plan de Partición y este ataque era contrario a los acuerdos de no agresión celebrados con el rey Abdullah. Esta decisión también fue rechazada por el Jefe de Operaciones, Yigael Yadin, que consideraron que había otras prioridades militares en ese momento, en particular en el frente sur, donde el ejército egipcio podría amenazar gravemente Tel Aviv si Yad Mordejai caía. Pero Ben-Gurión estableció la política militar israelí. Esta diferencia en la estrategia influyó en el resultado de la batalla, y ha sido objeto de debate en Israel durante muchos años.

## Los combates

### Operación Ben Nun Alef (24–25 de mayo)

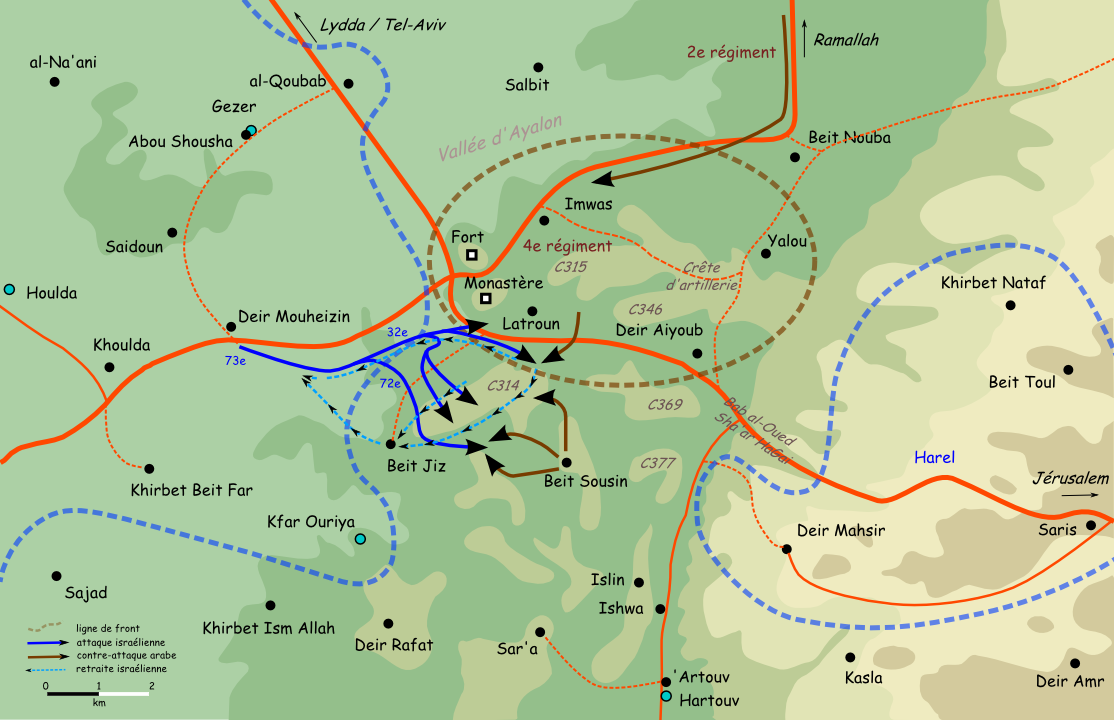
Operación Ben Nun Alef (24–25 de mayo de 1948).

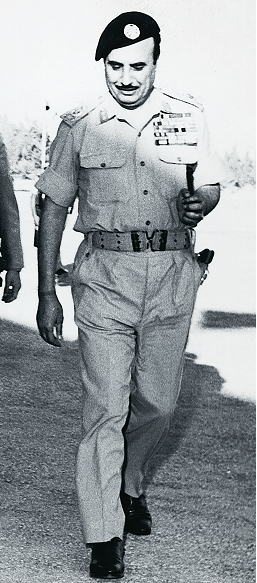
El teniente coronel Habes al-Majali cuando servía en la Legión Árabe.

La tarea de conducir la operación Ben Nun, (lit. hijo de Nun, en referencia a Josué, hijo de Nun, conquistador de Canaán según el libro bíblico) fue dada a Shlomo Shamir, un exoficial del ejército británico. Su fuerza consistía en 450 hombres de la brigada Alexandroni y 1.650 hombres de la 7.ª Brigada. De estos, aproximadamente 140 a 145 eran inmigrantes que acababan de llegar a Israel, cerca de un 7 % del total. El armamento pesado se limitaba a dos cañones franceses de 65 milímetros (2,6 pulgadas) de 1906 (apodado Napoleonchik), un cañón de 88 milímetros (3,5 pulgadas) con 15 cartuchos útiles, un cañón Davidka, diez cañones de 3 pulgadas (76 mm) y doce vehículos blindados. Trescientos soldados de la brigada Harel también estaban en la zona, sin tener conocimiento del desarrollo la operación, pero participaron en el combate tras enterarse de este por medio de una transmisión de radio interceptada.
Las fuerzas jordanas estaban bajo las órdenes del teniente coronel Habes al-Majali. Él disponía del 4.º Regimiento y de 600 voluntarios jordanos secundados por 600 voluntarios locales. El 2.º regimiento de la brigada, al mando del mayor Geoffrey Lockett, acababa de dejar de Jerusalén y arribó a Latrun durante la batalla. La brigada en total contaba con 2.300 hombres secundados por 800 auxiliares. Contaba con 35 vehículos blindados, incluyendo 17 del tipo Marmong Herrington, cada uno armado con dos cañones antitanque de 40 mm. En artillería, era apoyado por 8 cañones de 25 libras (88 mm), 8 de 6 libras (57 mm), 10 de 2 libras (40 mm) y 16 cañones de 3 pulgadas.
La hora H (es decir, la hora en que se debía dar inicio a la operación) se fijó en primer lugar para la medianoche del 23 de mayo. Pero se retrasó 24 horas debido a que no había sido posible reunir a las tropas y las armas a tiempo. Debido a que ninguna patrulla de reconocimiento fue realizada, los israelíes no conocían la composición exacta de las fuerzas enemigas. Los informes de inteligencia solo hablaban de «fuerzas irregulares locales». El 24 de mayo a las 19:30 horas, Shlomo Shamir fue advertido de que una fuerza enemiga de alrededor de 120 vehículos, que comprendía vehículos blindados y artillería, avanzaba probablemente hacia Latrún, por lo que se debía iniciar rápidamente el ataque. La ofensiva se adelantó 2 horas, fijándose su inicio a las 22:00 horas. El ataque fue planeado en dos ejes:
- El batallón de la brigada Alexandroni debía tomar la ciudad de Latrún, el fuerte policial y luego Imwas, con el fin de bloquear cualquier nuevo refuerzo árabe, y también para proteger el paso de convoyes de suministro;
- El 72.º Batallón circundaría la posición por el sur para entrar a la carretera de Jerusalén a nivel de Bab al-Wad; entonces cruzaría la autopista y subiría las crestas para tomar Dayr Ayyub, Yalu y Beit Nuba, y realizaría una emboscada allí para cubrir el paso de los convoyes. Sería apoyado por tres vehículos blindados y 2 semiorugas del 73.er Batallón.

Sin embargo, durante la noche ocurre algo inesperado: un barricada en la carretera que debía ser utilizada por la brigada tuvo que ser desmantelada. La hora H se retrasó nuevamente a la medianoche. En última instancia, la columna comenzó a avanzar entre las 02:00 y las 05:00 horas, ya sin la cobertura de la oscuridad. Los atacantes fueron descubiertos rápidamente, privando a los israelíes del efecto sorpresa. La batalla comenzó a las 04:00 horas. Las fuerzas israelíes fueron sometidas a un fuerte fuego. La artillería trató de intervenir, pero rápidamente se quedó sin munición o no estaba dentro del rango para proporcionar un fuego contra-batería.
Frente al fracaso total del ataque, Shlomo Shamir ordenó la retirada a las 11:30 horas. Pero esta ocurrió en campo abierto bajo un ardiente sol y los soldados carecían de agua. Muchos hombres resultaron muertos o heridos por el fuego árabe. Fue solo a las 14:00 horas que los primeros hombres heridos llegaron al transporte que habían dejado en la mañana. Sin embargo, la Legión Árabe no aprovechó esta victoria cuando, según Benny Morris, podría fácilmente haber realizado un contraataque hasta el cuartel general israelí situado en Hulda.
Los jordanos y los árabes irregulares sufrieron 5 muertos y 6 heridos. Los israelíes contabilizaron 72 muertes (52 del 32.º Batallón y 20 del 72.º Batallón), 140 heridos y 6 prisioneros. Ariel Sharón, futuro primer ministro de Israel, contaba en ese momento con el grado de teniente, encabezando un pelotón del 32.º Batallón, sufriendo graves lesiones en el estómago durante la batalla.

### Reorganización del frente central
A finales de mayo, David Ben-Gurión estaba convencido de que la Legión Árabe planeaba tomar el control de toda Jerusalén. Por otra parte, con el cerco y tras los combates, la situación estaba deteriorada: la comunidad judía tenía muy pocas reservas de combustible; el pan, el azúcar y el té durarían solo 10 días; y el agua, 3 meses. En opinión de Glubb, el objetivo era impedir que los israelíes reforzaran la ciudad y tomaran el control de la parte árabe. El 29 de mayo, el Consejo de Seguridad de la ONU anunció su intención de declarar un alto el fuego durante 4 semanas, lo que impediría una mayor captura de territorio, así como evitaría el reabastecimiento de la ciudad sitiada.
Desde un punto de vista militar, la 10.ª Brigada Harel necesitaba refuerzos y Ben-Gurión envió un batallón de la 6.ª Brigada Etzioni. Consideró imperativo que la 7.ª Brigada se uniera a las fuerzas de Jerusalén, así como un contingente de 400 nuevos reclutas para reforzar la Brigada Harel. Las armas y las piezas de repuesto que habían llegado a Israel en avión también estaabn listas para el combate en el frente de Jerusalén. El comando de la 7.ª Brigada deseaba neutralizar los efectos negativos de la debacle en la moral de las tropas y de su prestigio. El frente central se reorganizó y su comando fue asignado a un combatiente voluntario norteamericano en el lado israelí, el coronel David Marcus, quien posteriormente fue nombrado Aluf (Mayor General). Él tomó el mando de las brigadas 7.ª y Etzioni, y la 10.ª Brigada Harel del Palmaj.

### Operación Ben Nun Bet (30–31 de mayo)

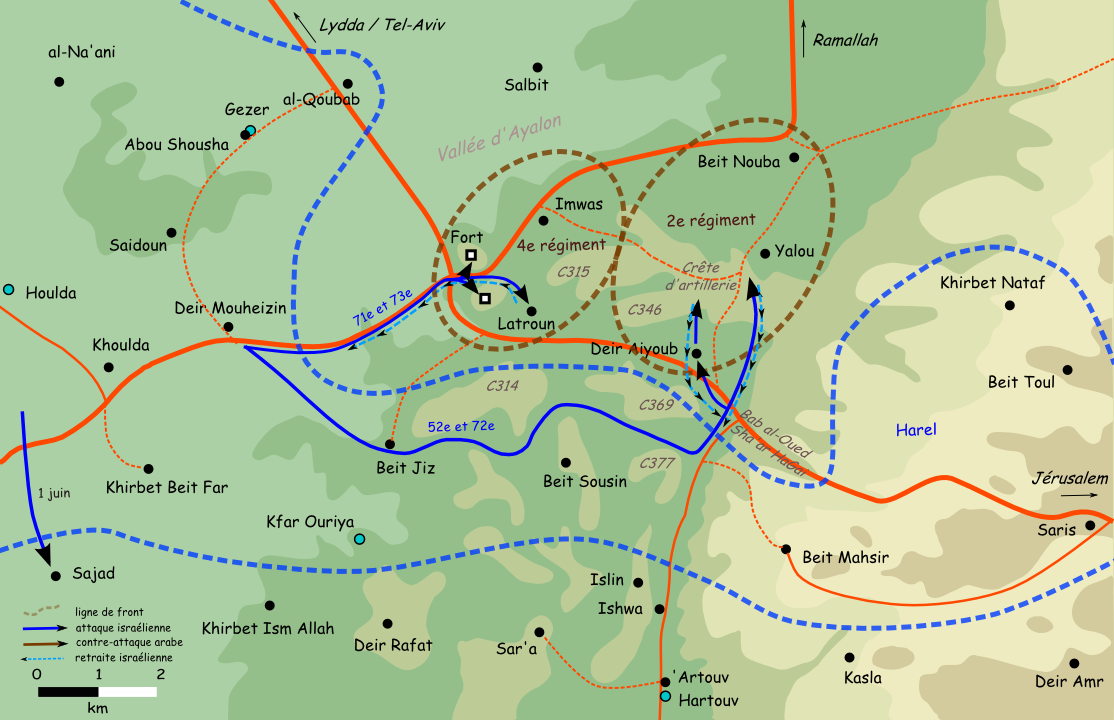
Operación Ben Nun Bet (30–31 de mayo).

Shlomor Shamir recibió una vez más el mando de la operación. Envió a la 7.ª Brigada y el 52.º Batallón de la brigada Givati que reemplazó al 32.º, que había sido diezmado en la batalla anterior. El 73.er Batallón fue una fuerza blindada de infantería ligera con lanzallamas y 22 vehículos blindados de fabricación local.
Los israelíes enviaron numerosas patrullas de reconocimiento pese a lo cual no tenían una idea clara de las fuerzas del adversario. Esperaban enfrentarse a 600 hombres de la Legión y el Ejército Árabe de Liberación, una fuerza insuficiente para sostener el frente de 4 km (2.5 millas) de Latrún. En realidad, los transjordanos todavía tenían una brigada completa y el apoyo de varios cientos de irregulares.
Teniendo en cuenta los errores de los ataques anteriores, este nuevo ataque se organizó con mucha precisión, con el área en que las tropas israelíes debían operara despejada desde el 28 de mayo. En particular, las dos aldeas de Bayt Jiz y Bayt Susin, donde unos contraataques se habían puesto en marcha por los militantes árabes durante la primera batalla, y la Colina 369. El ataque se había planeado nuevamente en torno a dos ejes:
- Los 72.º y 52.º batallones de infantería debían realizar un contraataque sorpresa a pie desde el sur hasta Bayt Susin; luego tomar Bab al-Wad y atacar, respectivamente, Dayr Ayyub y Yalu; dirigiéndose luego a Latrún atacándolo desde el este.

- El 71.er Batallón de Infantería y el 73.er Batallón Mecanizado debían asaltar el fuerte de policía, el monasterio y la ciudad de Latrún por el suroeste.

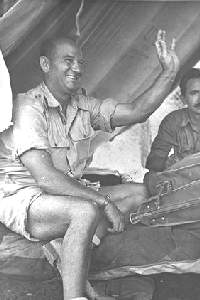
Coronel US Mickey Marcus en 1948, el primer general israelí moderno (Aluf).

Alrededor de la medianoche, los hombres del 72.º y el 52.º pasaron Bab al-Wad en silencio y se separaron hacia sus respectivos objetivos. Una compañía tomó Deir Ayyub, que estaba vacío, pero luego fue sorprendida cuando subía una colina cercana. Sufrieron el fuego conjunto de artillería y ametralladoras de la Legión. Trece hombres murieron y varios otros resultaron heridos. La compañía, compuesta principalmente por inmigrantes, se retiró a Bab al-Wad. El 52.º Batallón estaba preparando para tomar la colina frente a Yalu, pero recibió la orden de retirarse.
En el otro frente, las fuerzas se dividieron en dos. La infantería del 71.º tomó rápidamente el monasterio y luego luchó por el control de la ciudad. Por otro lado, la artillería israelí logró neutralizar las armas del fuerte. Las semiorugas cruzaron la valla de defensa y sus lanzallamas tomaron a los defensores por sorpresa. Sin embargo, la luz creada por el fuego hizo que los atacantes perdieran su cobertura, convirtiéndose en un blanco fácil para los cañones jordanos de 60 milímetros (2,4 pulgadas). Fueron rápidamente neutralizados y destruidos. Los zapadores consiguieron, sin embargo, hacer estallar la puerta, pero en la confusión no fueron seguidos por los soldados de infantería. Jaim Laskov, jefe de operaciones en ese frente, ordenó intervenir a la Compañía D del 71.er Batallón (que se había mantenido en reserva), pero uno de los soldados explotó accidentalmente una mina terrestre, matando a tres hombres e hiriendo a varios otros. Luego fueron atacados por un intenso fuego de la artillería jordana y los soldados se retiraron en pánico hacia el oeste.
La batalla aún no estaba perdida para los israelíes, pero el amanecer se acercaba, y Laskov consideró que sus hombres no podían resistir en medio de la lucha en el frente un contraataque de la Legión y prefirió ordenar la retirada. En ese momento, los jordanos se reagrupaban, con su 4.º regimiento completamente sin municiones. El 73.er Batallón sufrió el 50 % de las pérdidas, el conjunto de las fuerzas participantes había contado 44 muertos y el doble de ese número de heridos. Según las fuentes, la Legión sufrió entre 12 y 20 muertos, entre ellos el teniente al mando de la fortaleza. En contraste, los jordanos informaron solo 2 muertes de su lado y 161 en el de los israelíes.
David Marcus atribuyó más tarde la responsabilidad de la derrota a la infantería, diciendo: «La cubierta de artillería era correcta. El arsenal era bueno. La infantería, muy mala». Benny Morris considera que el error fue dispersar las fuerzas en varios objetivos en lugar de concentrar la brigada completa en el objetivo principal: el fuerte.

### La «carretera de Birmania»

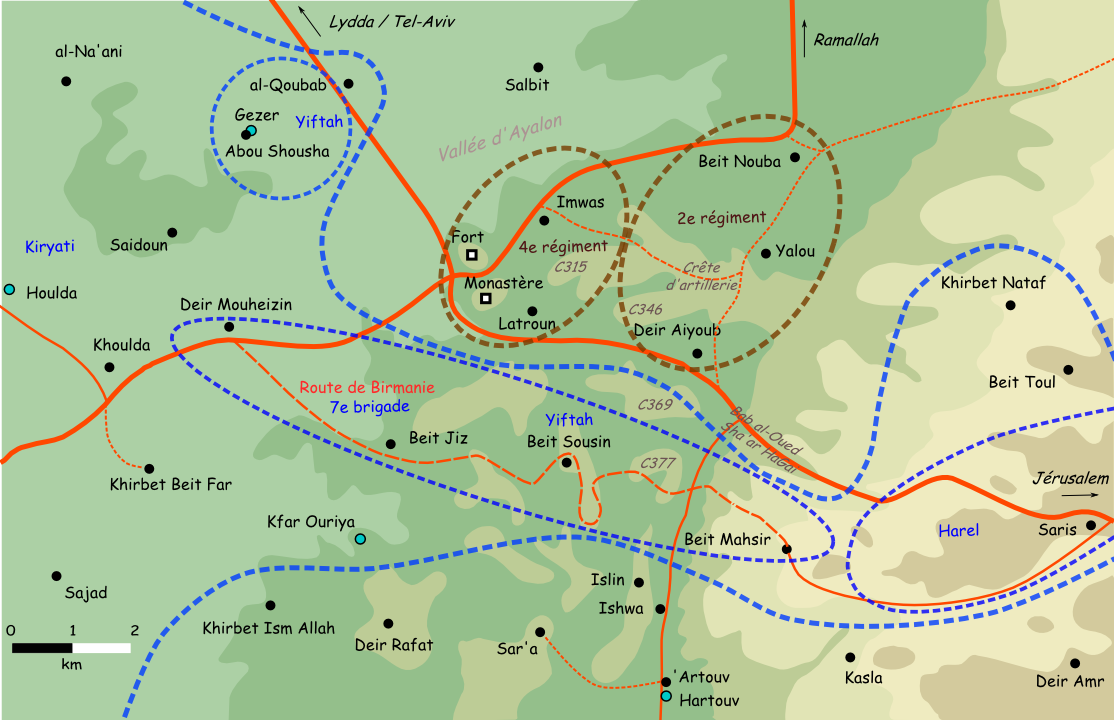
La carretera de Birmania bajo el control de la 7.ª Brigada.

El 28 de mayo, después de que tomaran Bayt Susin, los israelíes controlaban un estrecho pasillo entre la llanura costera y Jerusalén. Pero este corredor no era atravesado por una carretera, que podría haber dejado que los camiones de suministro llegaran a la ciudad. Una patrulla a pie del Palmaj descubrió algunos caminos que unían varias aldeas en las colinas al sur de la carretera principal, controlada por la Legión Árabe.  En la noche del 29 al 30 de mayo, jeeps enviados a las colinas confirmaron que había un camino apto para vehículos. Se tomó la decisión de construir una carretera en la zona. Se le dio el nombre de «carretera de Birmania», en referencia a la carretera de suministro entre Birmania y China, construida por los británicos durante la Segunda Guerra Mundial.
De inmediato, los ingenieros comenzaron a construir la carretera, mientras que los convoyes de jeeps, mulas y camellos se organizaron de Hulda para llevar cañones de 65 milímetros (2,6 pulgadas) a Jerusalén. Sin conocer los objetivos de estas obras, los transjordanos se dan cuenta de que se está trabajando en las colinas. Realizaron bombardeos de artillería, que de todas formas fueron detenidos rápidamente por las órdenes del oficial británico superior, y enviaron patrullas para detener las obras, pero sin éxito.

### Operación Yoram (8–9 de junio)

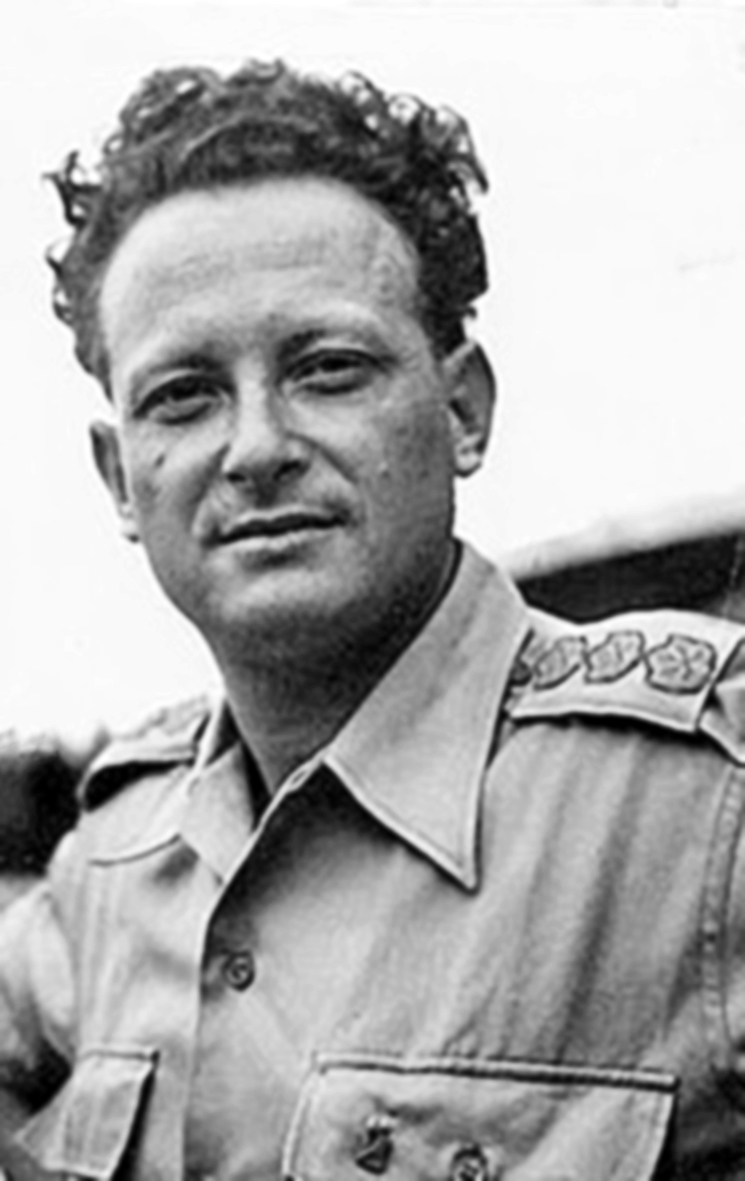
Yigal Alón, comandante de las operaciones Yoram y Dani. Durante la guerra de 1948, él comandó la Operación Yiftaj y la Operación Horeb.

Entre el 30 de mayo y el 8 de junio, la situación entre los ejércitos israelí y árabe se mantuvo en un punto muerto. Tras participar en los violentos combates, sufrir grandes pérdidas y encontrarse exhaustos, dan la bienvenida al alto el fuego que las Naciones Unidas lograron imponer el 11 de junio. Es en este contexto que David Ben-Gurión tomó la decisión de retirar de Galilea a la 11.ª Brigada Yiftaj, una unidad de élite bajo las órdenes de Yigal Alón, para lanzar un tercer asalto contra Latrún. Él tenía a su disposición el apoyo de la artillería, compuesta de cuatro cañones de 65 milímetros (2.6 pulgadas) y cuatro cañones de 120 milímetros (4.7 pulgadas), parte de las armas pesadas recientemente suministradas a Israel gracias a la operación Balak.
Esta vez, el Estado Mayor decidió realizar un ataque concentrado en el centro del dispositivo de la Legión, con varios ataques de distracción al norte del mismo. Mientras que un batallón de la Brigada Yiftaj realizaba algunos ataques de desvío a Salbit, Imwas y Bayt Nuba; un batallón de la brigada Harel debía tomar la colina 346, situada entre el 4.º y el 2.º Regimiento de la Legión; y luego, un batallón de la brigada Yiftaj debía pasar a través de ella, tomar la colina 315, el pueblo de Latrún y el fuerte de la policía por el este. La operación israelí comenzó con una descarga de artillería en la fortaleza, el pueblo de Latrún y las posiciones de los alrededores. Las colinas 315 y 346, cada una ocupada por una compañía de la Legión, no estuvieron sujetos al ataque para no alertar a los transjordanos.

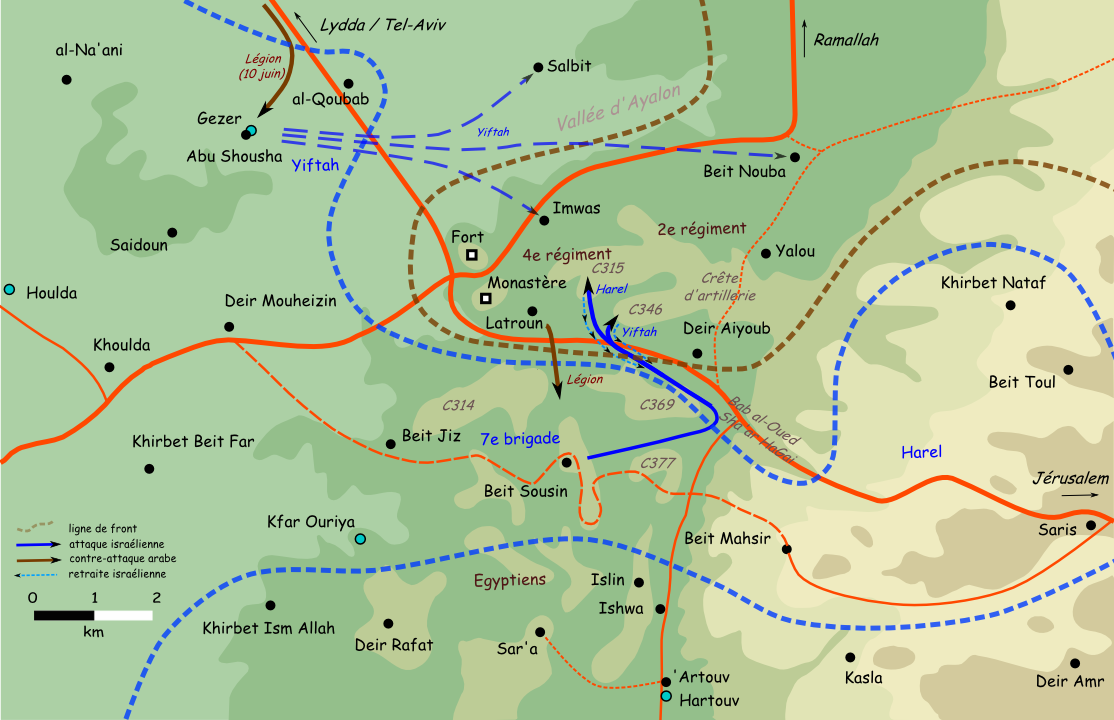
Operación Yoram (8–9 de junio).

Los hombres de a pie la brigada Harel hicieron progresos en Bab al-Wad, pero tomaron el camino equivocado y atacaron la colina 315. Identificados por los centinelas, lanzaron el ataque a la colina. Los legionarios fueron superados en número pero contraatacaron con violencia, llegando al extremo de requerir un bombardeo de artillería sobre su propia posición. Los israelíes sufrieron fuertes pérdidas. Cuando el Yiftaj llegó a la parte inferior de la colina 346, se convirtieron en el blanco de armas de fuego, granadas y artillería. Pensando que los hombres del Harel estaban allí, solicitaron permiso por radio a los cuarteles para dejar de atacar, solicitud que fue denegada, sin creer que los informes de los acontecimientos, y los soldados del Harel se quedaron en su lugar.
La confusión entre los transjordanos era tan grande como entre los israelíes, con la caída de la colina 315 y los ataques de distracción. Con la mañana entrante y no pudiendo evaluar adecuadamente la situación, el cuartel general israelí ordenó a las 05:30 horas la retirada a Bab al-Wad. Las pérdidas fueron significativas. El batallón de 400 hombres del Harel contabilizó 16 muertos y 79 heridos, y el Yiftaj, un puñado de muertos y heridos. La Legión, por su lado, contabilizó varias decenas de víctimas.
Al día siguiente, los transjordanos lanzaron dos contraataques. El primero fue sobre Beit Susin. Los legionarios tomaron varios puestos de avanzada israelí, pero no pudieron durar más de dos horas. El resultado fue de 8 muertos y una veintena de heridos del lado israelí. La segunda fue en el Kibutz Gezer, desde donde se habían lanzado los ataques de distracción. Una fuerza del tamaño de un batallón, compuesta por los legionarios y los irregulares y con el apoyo de una docena de vehículos blindados, atacaron el kibutz en la mañana. Fue defendido por 68 soldados de la Haganá (incluyendo 13 mujeres).
Después de una batalla de cuatro horas, el kibutz cayó. Una docena de los defensores lograron escapar. La mayoría de los demás se rindieron y uno o dos fueron ejecutados. Los legionarios protegieron a los prisioneros de los irregulares y al día siguiente liberaron a las mujeres. El número de víctimas fue de 39 muertos en el lado israelí y 2 en el lado de los transjordanos. El kibutz fue saqueado por los irregulares y los legionarios evacuaron la zona después de los combates. Por la noche, la brigada Yiftaj retomó el kibutz.

### Ofensivas durante la Operación Dani

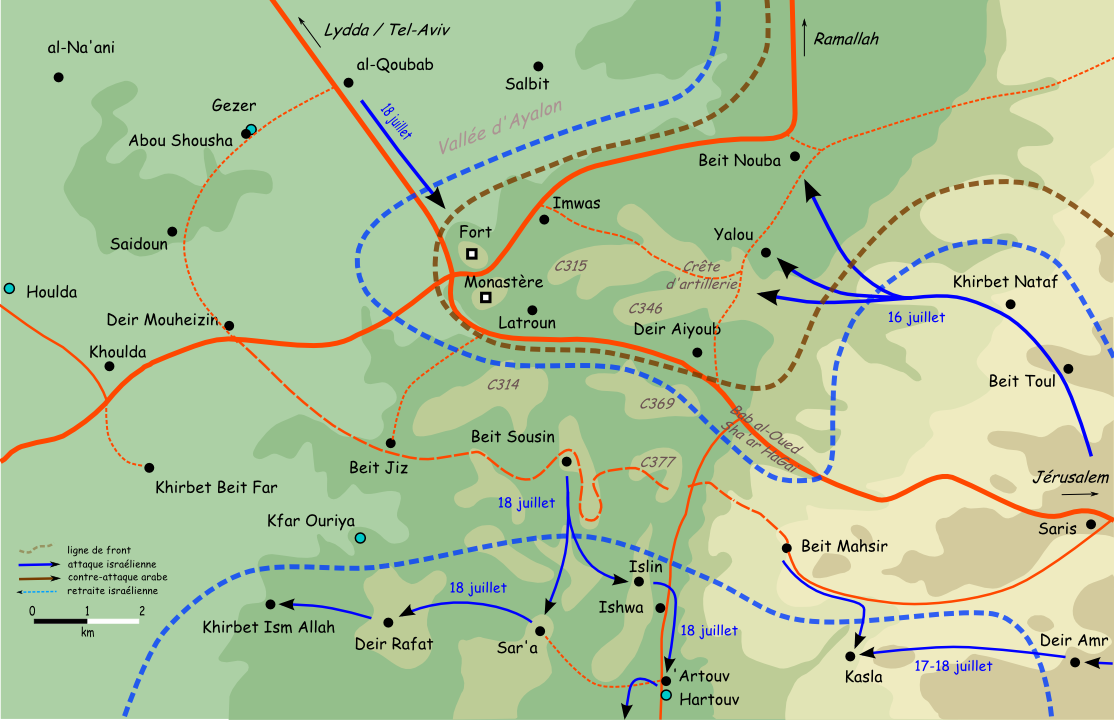
Asaltos contra Latrún durante la Operación Dani.

Después del mes de tregua, durante el cual el Tsahal aumentó sus fuerzas y se reequipó, los puntos más débiles de las posiciones israelíes se encontraban en el norte y en el corredor de Jerusalén: el Alto Mando decidió lanzar la operación Larlar, con el objetivo de tomar Lida, Ramla, Latrún y Ramala, aliviando la amenaza que sufría Tel Aviv por un lado, y el oeste de Jerusalén por el otro.
Para lograr este objetivo Yigal Alón comisionó 5 brigadas: las Harel y Yiftaj (que sumaban cinco batallones), la 8.ª Brigada Blindada (recientemente constituida por los batallones 82.º y 89.º), varios batallones de infantería de las brigadas Kiryati y Alexandroni, y 30 piezas de artillería. En la primera fase, entre el 9 y 13 de julio, los israelíes tomaron Lida y Ramla y se reafirmaron en el área alrededor de Latrún, tomando Salbit; pero sus fuerzas quedaron exhaustas y el Alto Mando renunció al objetivo de tomar Ramala. Dos ataques fueron lanzados contra Latrún.

### Al este de las posiciones jordanas (16 de julio)
En la noche del 15 al 16 de julio varias compañías de la brigada Harel dirigieron un asalto contra Latrún desde el este, en torno a la «cresta de la artillería» y las aldeas de Yalo y Beit Nuba. Progresaron en las colinas a través de las aldeas de Bayt Dhul y Nitaf, transportando su arsenal usando mulas de carga. Después de varias horas de lucha y los contraataques de los vehículos blindados de la Legión Árabe, finalmente fueron obligados a retroceder, pero lograron mantener el control de varias colinas. En total, los israelíes sufrieron 23 muertos y numerosos heridos.

### Asalto frontal contra el fuerte de policía (18 de julio)
Una hora antes de la tregua, el Alto Mando decidió intentar un asalto frontal contra el fuerte de policía. Los servicios de inteligencia indicaron, en efecto, que era «poco probable» que las fuerzas de la Legión en el sector sean «sustanciales». En la mañana, patrullas de reconocimiento recorrieron el sector, pero no pudieron confirmar o negar la información que había sido recogida por la inteligencia. A las 18:00 horas, 2 tanques Cromwell tripulados por desertores británicos, secundados por un batallón mecanizado de la brigrada Yiftaj y apoyados por la artillería lanzaron el ataque al fuerte.
Cuando las fuerzas israelíes llegaron a 500 metros de la fortaleza fueron bombardeados por la artillería jordana. Alrededor de 18:15 horas uno de los tanques fue alcanzado por un proyectil (o sufrió un daño mecánico) y tuvo que retirarse a al-Qubab para reparaciones. Las fuerzas restantes esperaron su retorno y el ataque se reanudó a las 19:30 horas, pero fue abandonado a las 20:00. Los israelíes sufrieron entre 8 y 12 víctimas. Al mismo tiempo, elementos de la brigada Harel tomaron cerca de 10 aldeas ubicadas al sur de Latrún para ampliar y asegurar la zona de la carretera de Birmania. La mayoría de los habitantes habían huido tras los combates en abril, pero los que se quedaron fueron expulsados sistemáticamente.

### El asalto final

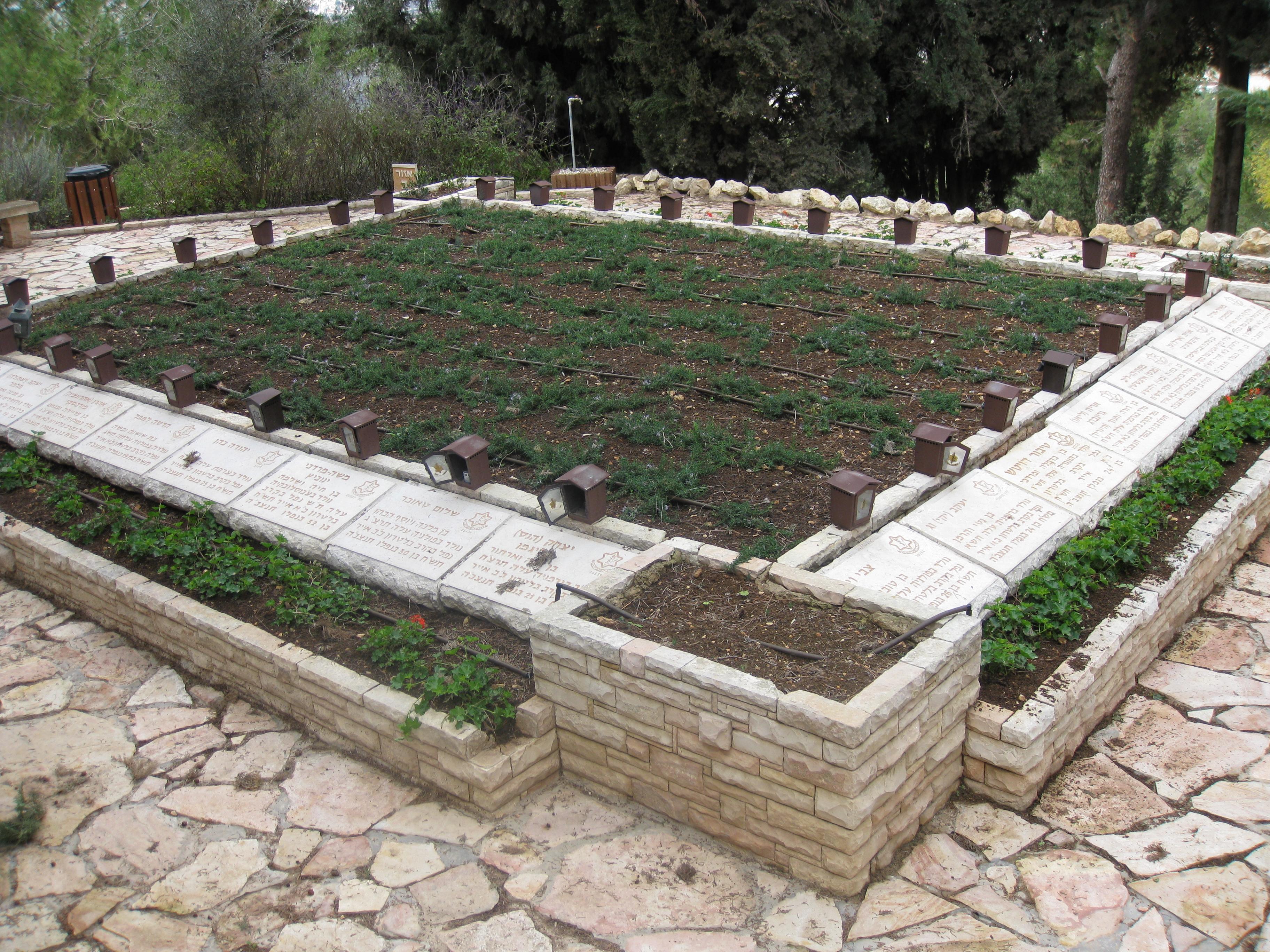
Tumbas de los soldados israelíes caídos en las batallas de Latrún, en Monte Herzl, Jerusalén.

Durante la segunda tregua de la «campaña de los diez días», los israelíes eran militarmente superiores a sus enemigos y, posteriormente, el Consejo de Ministros analizó dónde y cuándo realizar el siguiente ataque. Se ofrecían tres opciones: atacar el enclave árabe en Galilea, en poder del Ejército Árabe de Liberación; movilizarse hacia el este en la medida de lo posible, en el área de Judea y Samaria, capturada por los iraquíes y transjordanos; o atacar el sur del Néguev, tomado por los egipcios.
El 24 de septiembre, una incursión realizada por los irregulares árabes palestinos en el sector de Latrún (matando a 23 soldados israelíes) precipitó el debate. El 26 de septiembre, David Ben Gurión defendió su argumento ante el Consejo de Ministros para atacar nuevamente Latrún y conquistar la totalidad o una gran parte de Cisjordania.
Tras los debates, la moción fue rechazada por 5 votos contra 7. De acuerdo con Benny Morris, los argumentos que se presentaron para no lanzar el ataque fueron: las repercusiones internacionales negativas para Israel, ya acentuadas por el reciente asesinato del conde Bernadotte; las consecuencias de un ataque debido al acuerdo tácito con el rey jordano Abdullah; el hecho de que derrotar a la Legión Árabe podría provocar una intervención militar británica a causa del pacto de defensa común entre Gran Bretaña y Transjordania; y, por último, las consecuencias demográficas de la incorporación de cientos de miles de ciudadanos árabes adicionales a Israel.
Ben Gurión juzgó a la decisión del Consejo de Ministros como «bechiya ledorot» («causa de lamentación por generaciones») al considerar que Israel nunca podría renunciar a su reclamo en Judea y Samaria, y aún más a la Ciudad Vieja de Jerusalén.

## Consecuencias

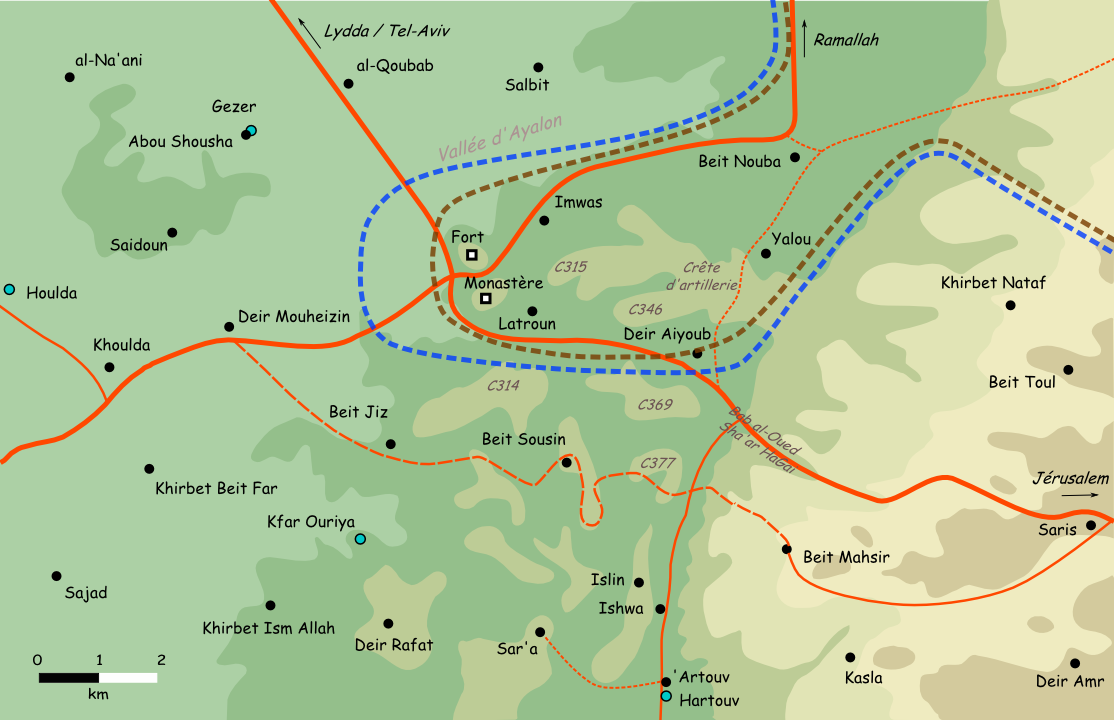
Área de Latrún (19 de julio de 1948).

A nivel operativo, los cinco asaltos a Latrún resultaron en derrotas israelíes y victorias transjordanas: los árabes repelieron todos los ataques y mantuvieron el control de la carretera que une la llanura costera y Jerusalén; Israel sufrió la pérdida de 168 muertos y muchos más heridos. Estratégicamente, el resultado fue más matizado:
- La apertura de la carretera de Birmania permitió a los israelíes eludir Latrún y abastecer a los 100.000 habitantes judíos de Jerusalén Oeste con alimentos, armas, municiones y equipo, reforzando su posición militar;
- Si bien el control de Jerusalén Oeste por Israel retenía algunas de las fuerzas árabes, el control de la Legión Árabe sobre Latrún, ubicada a solo 15 kilómetros (10 millas) de Tel Aviv, fue una espina al lado de las fuerzas israelíes;[57]
- Latrún fue un punto pivote para el despliegue de la Legión: Glubb Pasha mantuvo una tercera parte de sus tropas allí; su caída habría causado la de Jerusalén y probablemente de Cisjordania como un todo.[58]

En las discusiones israelí-jordanas para el armisticio en Rodas, los israelíes solicitaron sin éxito la retirada de la Legión de Latrún. Subsecuentemente permanecería bajo control jordano hasta la guerra de los Seis Días.

## La historiografía

### La historiografía y memoria colectiva israelíes
Hay una brecha, a veces bastante amplia, entre los «hechos establecidos por la investigación histórica» y la imagen de la batalla tal y como están en la memoria colectiva. Este es ciertamente el caso de la batalla de Latrún, que se ha convertido, en Israel, en un «mito fundacional».

#### La previsión estratégica del Comandante en Jefe

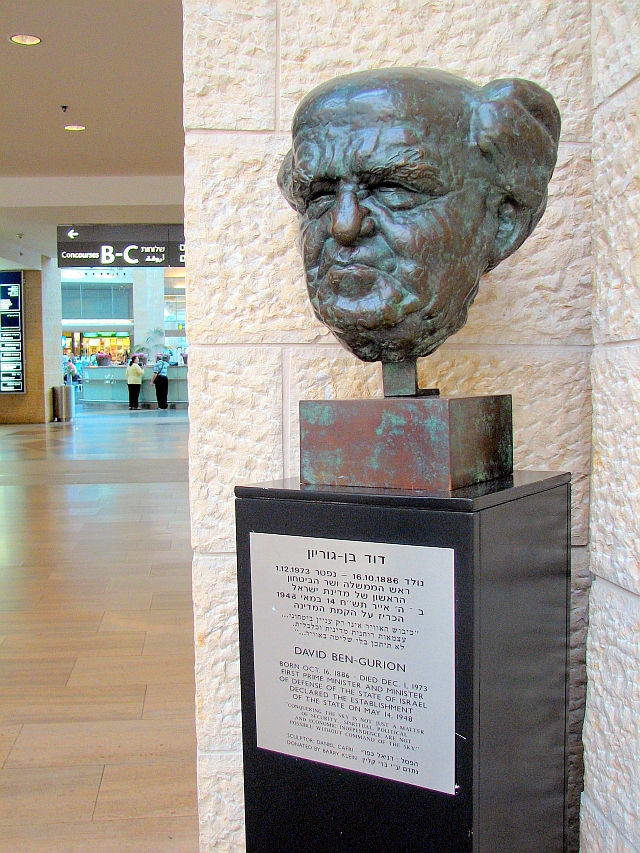
Escultura de David Ben-Gurión, aeródromo de Tel Aviv.

La primera versión de la batalla de Latrún fue esbozada por David Ben-Gurión y su entorno.
Al principio, el gobierno provisional de Israel no se pronunció sobre la batalla. Sin embargo, el 27 de mayo, el diario israelí Maariv reportó de manera escéptica sobre los conteos árabes que hablaban de una gran victoria de la Legión Árabe, con 800 muertes israelíes. En respuesta, la prensa israelí subrayó que el objetivo de la operación no era tomar Latrún, sino asestar un golpe a la Legión Árabe; el 1 de junio informó sobre los 250 árabes muertos y los 10 muertos y 20 contusos israelíes.
Desde el 14 de junio, la prensa israelí se enfocó en la «apertura de la ruta de Birmania» y, en el contexto de un conflicto entre el alto mando de las fuerzas armadas y Ben-Gurión, Yigael Yadin calificó la operación como una «gran catástrofe», mientras que el primero respondió que, en su opinión, había sido «una gran, aunque costosa, victoria».
La «versión oficial» se conoció en la historiografía en 1955, gracias a los trabajos del teniente coronel Israel Beer, asistente y soporte de Yadin en el momento de los hechos, cuando publicó su libro Las batallas de Latrún. Este estudio, considerado por la historiadora y socióloga Anita Shapira como «el más completo que se ha escrito sobre el tema», observa las batallas en el poder militar y el contexto político. Concluye que, dada la importancia estratégica y simbólica de Jerusalén, «las tres derrotas tácticas que ocurrieron en Latrún (...) permitieron el aprovisionamiento [de la ciudad] y formaron una maniobra de distracción frente a la Legión Árabe (...) [y] son la consecuencia de la previsión estratégica del Comandante en Jefe, capaz de identificar los puntos clave; y subordinada a la vista general de las consideraciones tácticas, limitadas, del comando militar».
Beer puso la responsabilidad de las derrotas tácticas sobre los fracasos de los servicios de inteligencia y en la ausencia de comandos independientes en los distintos frentes. También destaca la presencia de inmigrantes mal entrenados, un equipo defectuoso y la dificultad de que un nuevo ejército realizara una primera operación exitosa, capturando una zona con una defensa organizada de antemano. Además, él da las primeras estimaciones de las pérdidas: 50 muertos en el 32.º Batallón de la brigada Alexandroni y 25 muertos en el 72.º Batallón de la 7.ª Brigada (compuesta principalmente por inmigrantes).
Por último, Beer fundó el mito e ilustró a los acontecimientos de Latrún como «una saga heroica, como los que ocurren en el nacimiento de una nación o en el avance histórico de los movimientos de liberación nacional».

#### La negligencia criminal

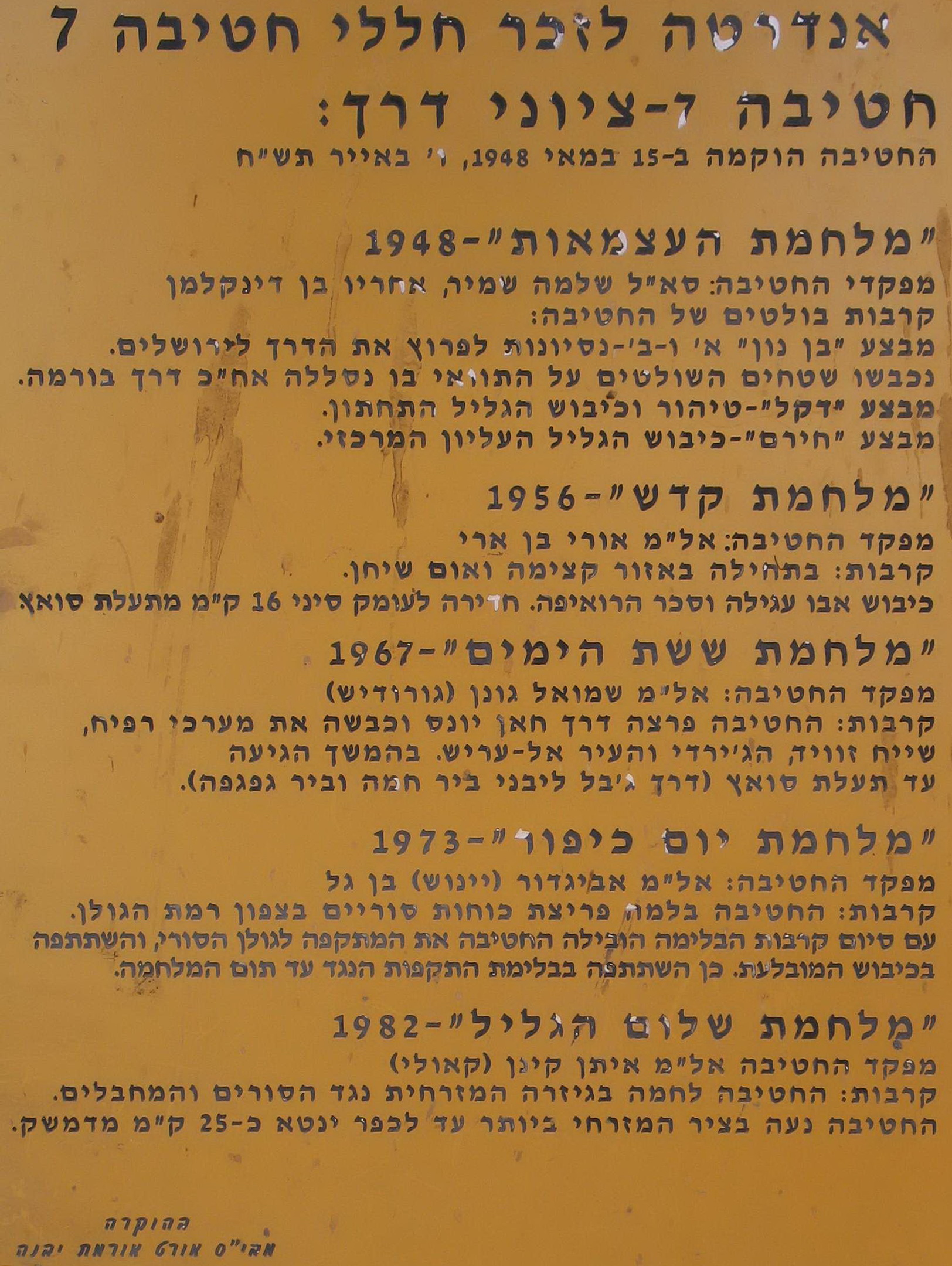
Memorial de la 7.ª Brigada.

Mientras que muchos acontecimientos en la guerra fueron mucho más sangrientos para los israelíes, como la masacre de Kfar Etzion con 150 muertos o la del Monte Scopus con 78, la batalla de Latrún es ciertamente la batalla de la guerra que provocó la mayoría de los rumores, relatos y controversias en Israel. La razón principal es que Latrún fue un bloqueo en la carretera de Jerusalén hasta la guerra de los Seis Días, obligando a los israelíes a mantenerse en la periferia y tener que rodearla para mantener el control de la ciudad, pero luchando para prescindir de ella, hecho que jugó cada día en sus mentes. Según Anita Shapira, la razón principal es que los recuerdos dolorosos se han grabado en la memoria colectiva y la historiografía encontró una «lucha entre dos élites gobernantes», que se formaron por David Ben-Gurión y los veteranos de los ejércitos británicos en un lado, y los exsoldados del Palmaj y la Haganá en el otro. En esta esfera de influencia durante los años 1970 y en las controversias que continuaron hasta la década de 1980, se dijo que la «necesidad estratégica», si no se hiciera, sería «negligencia criminal», con un alto precio en traer inmigrantes a la batalla, y forjar un nuevo mito fundacional.

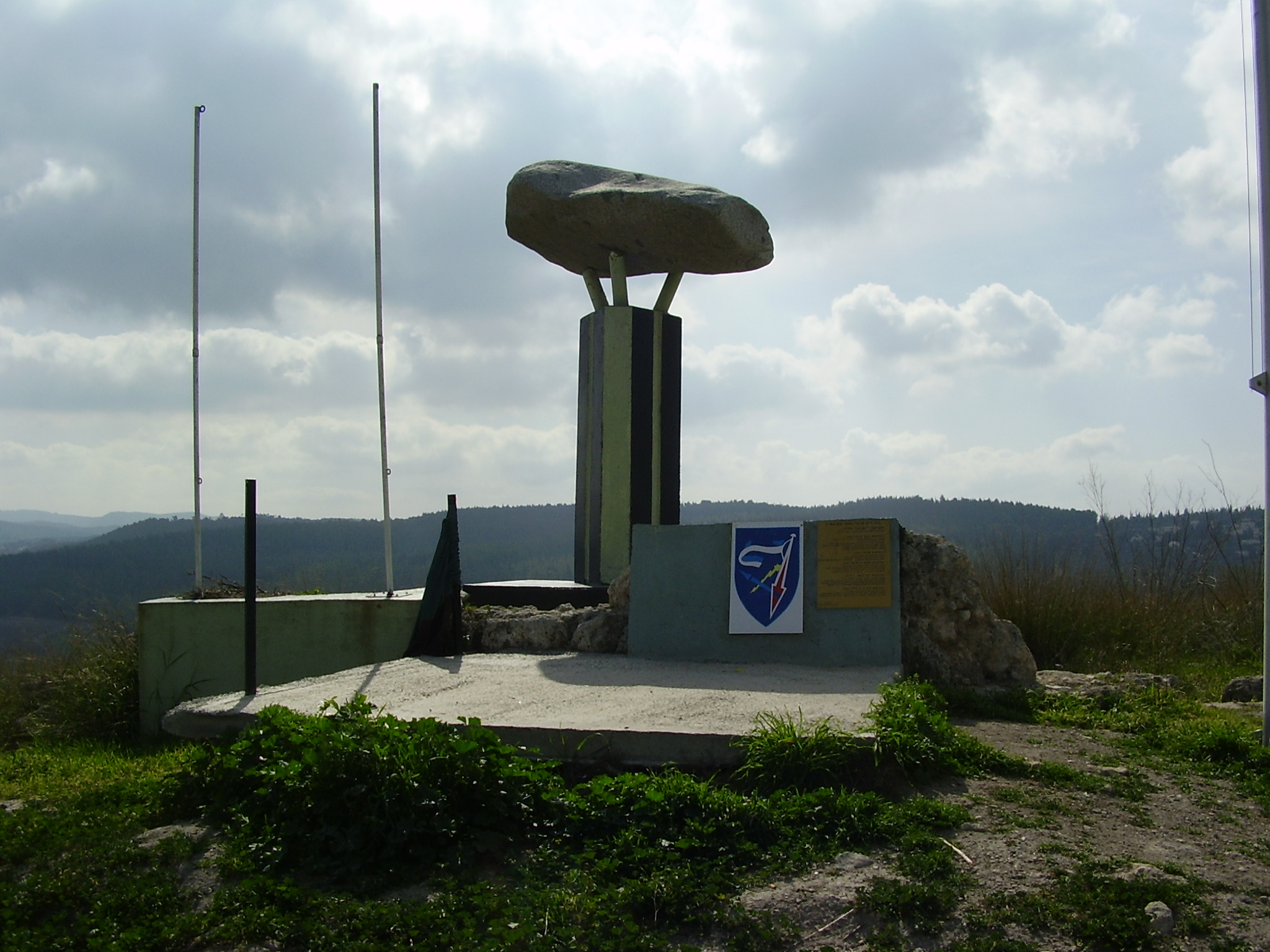
Monumento de la 7.ª Brigada en el memorial de Latrún.

Por un lado, los opositores de David Ben-Gurión atacaron su «autoridad moral». Dijeron que la intrusión en «el infierno de Latrún» por parte de la «carne de cañón vulgar»: los inmigrantes que murieron, había cambiado la situación para peor. Además las cifras del número de víctimas y la proporción de inmigrantes eran exageradas en las narraciones: de «varios cientos de muertos» a «500 a 700 muertos», y hasta «1.000 a 2.000 muertos». La proporción de inmigrantes que componen este total de víctimas fue hasta del 75 %. Inclusive los opositores de Ben-Gurión lo acusaron de desear el fracaso de la operación para «crear el mito de la invencible Legión Árabe y justificar la asignación (el abandono) de la ciudad de David a Abdullah». (Anita Shapira considerá esta historia como una premisa de la tesis de Avi Shlaim, que dio origen a lo que considera el mito de la  «colusión» entre Abdullah y Ben-Gurión). Por otro lado, los que apoyan a Ben-Gurión ponen por delante el «sacrificio histórico» de los inmigrantes, por sobre la falta de su escasa formación.
Muchos libros contemporáneos sobre la guerra de 1948 se publicaron en este momento: John y David Kimche, The two sides of the hill (1960) (el más fiable); Dominique Lapierre y Larry Collins, O Jerusalem (1972) (el más conocido internacionalmente); y Dan Kurzman, Genesis, 1948 (1970) (el único que recibió críticas de la prensa israelí). Con esta escritura política, la investigación histórica sobre Latrún tiende a concentrarse en la década de 1980 con el trabajo de Arié Itzhaki, Latrún (en 2 volúmenes). Se da el número exacto de víctimas, pero, al contrario de Israel Beer (mientras tanto, capturado por espiar para la URSS), representa la batalla como «el mayor fracaso en la historia del Tzahal», y responsabilizó de la derrota a Ben-Gurión, presa del pánico por la situación de Jerusalén; y los errores tácticos a los comandantes de brigada, y no sobre los inmigrantes, que recibieron (desde su punto de vista) una formación suficiente.

#### El drama de la enajenación

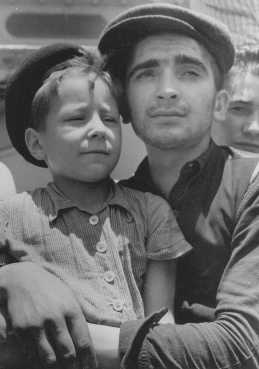
Yisrael Meir Lau (8 años) en los brazos de Elazar Schiff, sobrevivientes del campo de concentración de Buchenwald en su llegada a Haifa, 15 de julio de 1945.

En los primeros años después de su fundación, Israel se encontró con un problema en la integración social de los nuevos inmigrantes que habían llegado después de la guerra, quienes habían recibido el trauma del desarraigo en su éxodo de tierras árabes; o el de los campos de la muerte, quienes sufrieron seis años de guerra. Su integración fue difícil con los Sabras israelíes, nacidos en el Mandato de Palestina, quienes ocupaban la mayor parte de los trabajos esenciales, destacando en Israel la imagen de los «Sabras, fuertes y valientes, héroes valientes, desdeñando la debilidad y el fracaso». El fenómeno se acentúo con la victoria israelí en la guerra de los Seis Días.
Sin embargo, las incertidumbres y los desafíos de la guerra de Yom Kipur hicieron añicos esta imagen y llevaron a la superficie el espectro de la Shoá. La memoria colectiva evolucionó y buscó reconciliar su historia de dificultades, derrotas, sufrimientos y sacrificios. En paralelo, una nueva élite surgió de los judíos sefardíes y la toma del poder de Menájem Beguín. En este contexto, el «mito» de Latrún derivado de la frustración y la muerte de los nuevos inmigrantes se convierte en un catalizador para la integración en una sociedad en la que «el sobreviviente del Holocausto llevó a la nueva memoria colectiva, los refugiados inmigrantes que habían pasado con problemas, y luego se enfrentan a la hostilidad y la amenaza; y aun así tomó su lugar con su sangre y su participación en la guerra».
Este mito fue fundado en el núcleo fáctico de la participación de los inmigrantes en las batallas y el conocimiento mítico debido a las diferencias en el número de víctimas, el abandono de los heridos en los campos de batalla, y que la batalla de Latrún fue la más difícil y la más importante en la guerra. La influencia en la historiografía se sintió principalmente en la prensa y los comentarios, en los que «los inmigrantes sólo querían asegurarse de que su contribución en la batalla fuera escrita en la memoria colectiva como un signo positivo». No trae nuevos documentos, pero queda expresado en memorias, recuerdos y obituarios de los participantes en los eventos. No cuestiona y no participa en las polémicas de las dos versiones anteriores de los hechos, pero reclama «un papel autónomo [de los inmigrantes], donde la documentación histórica no les da un papel secundario».

#### El mito de la culpabilidad

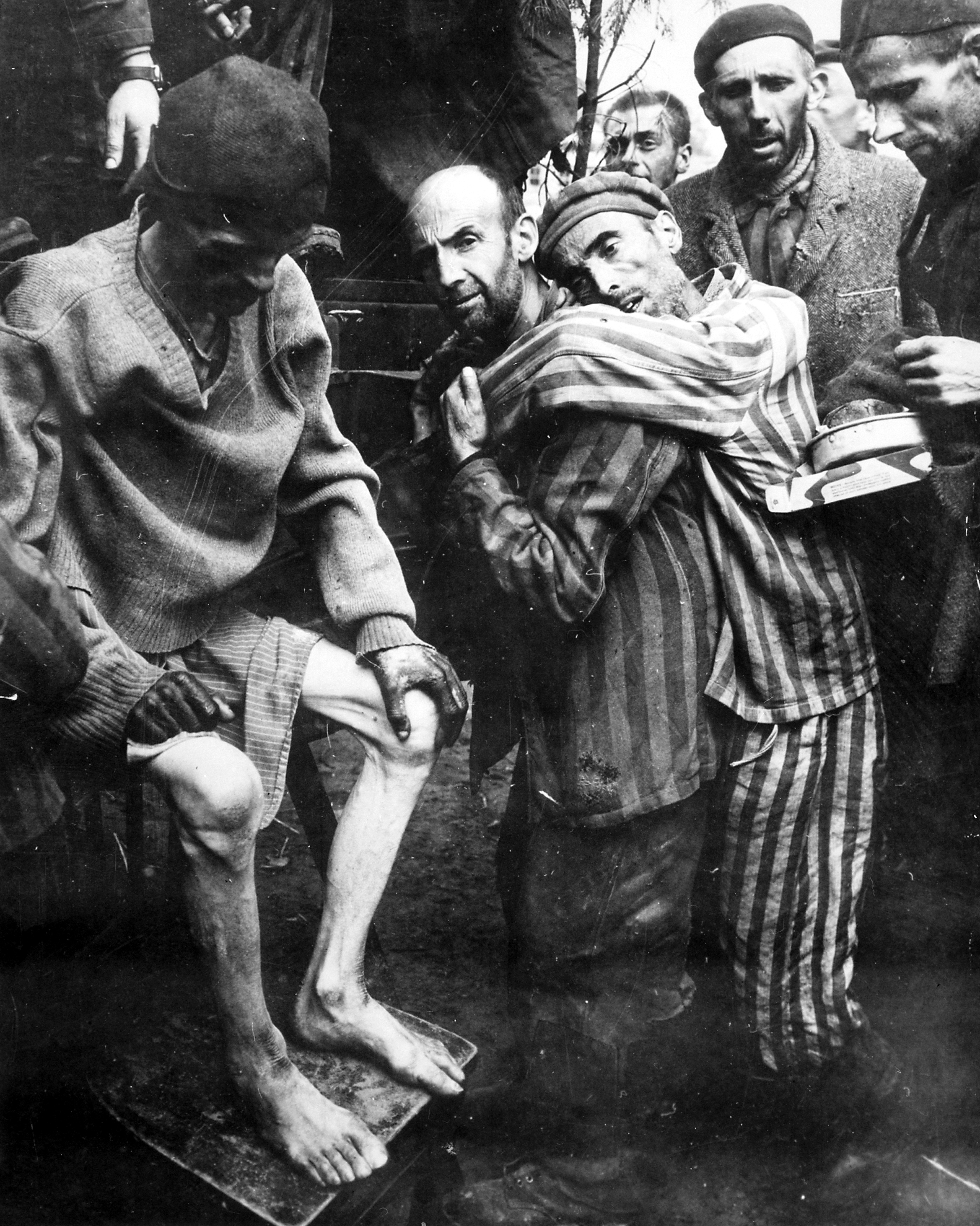
Sobrevivientes del campo de concentración de Wöbbelin (1945).

En la década de 1980, en paralelo con el auge de la ideología post-sionista, la historiografía de la batalla de Latrún evolucionó hacia una representación de la «culpa» y a una «acusación» contra un «Estado nacido del pecado»; la «hipocresía», las «falsas verdades» y la «sangre de los supervivientes de la Shoá», quienes «vinieron a buscar una nueva vida y se encontraron con la muerte».
Esta versión fue plasmada en varios poemas, siendo el más célebre y provocativo el de Gabi Daniel (seudónimo de Benjamin Harushovsky-Harshav), titulado Pedro el Grande. En este poema, se encuentran «los temas de la deshumanización y la explotación de los sobrevivientes del Holocausto» por parte de Ben-Gurión y como por medio de él «el joven hebreo inocente de la Raza Superior» y los otros «jóvenes sin nombre ni rostro, supusieron encontrar la salvación de Israel»:
Pedro el Grande
Pavimentó la ciudad de San Petersburgo
En los mares del norte
Sobre los huesos de sus siervos.
David Ben-Gurión
Pavimentó
El camino a la carretera de Birmania, que da la vuelta a
El camino a la carretera de la capital, Jerusalén
Sobre los huesos de los jóvenes sobrevivientes de la Shoá.
Anita Shapira considera este «nuevo mito» de la necesidad de rechazar la identidad con el pasado y renunciar a la memoria común. Aunque en Israel en la década de 1980 la crítica de los mitos fundacionales del Estado estaba muy extendida, la recepción de esta idea fue mitigada y «esta versión de Latrún, destinada a explotar el mito de la reunificación de la diáspora, estaba exclusivamente limitada a un grupo de radicales dentro de la comunidad intelectual [israelí]».

#### Khirbet Kourikour
Una batalla librada en esta zona y trágica para los israelíes fue totalmente eclipsada por su memoria colectiva. El 18 de julio, una compañía del 1.º Batallón de la brigada Yiftaj recibió la orden de capturar Khirbet Kourikour, una avanzada que protegía el único camino de acceso a Latrún de la Legión, situado a varios kilómetros al norte del lugar. Los servicios de inteligencia no habían informado al oficial responsable que cerca había otro puesto, ocupado por una compañía reforzada de la Legión. A partir de ahí, los legionarios pudieron observar todas las operaciones de los israelíes y pidieron refuerzos, especialmente vehículos blindados. Cuando montaron el contraataque, los israelíes quedaron atrapados en el fuego cruzado y en un movimiento de cerco. No había tropas disponibles allí para reforzarlas, así que tuvieron que retirarse a plena luz del día. 45 soldados israelíes, diecinueve de ellos con 18 o menos años de edad, perdieron la vida.
A pesar de este baño de sangre, Anita Shapira subraya que esta batalla no se quedó en la memoria colectiva israelí: «Si el éxito tiene muchos padres, [...] la derrota sigue siendo un huérfano. [...] Las muertes de Kourikour no entraron en el panteón de la memoria nacional israelí. [...] [Aunque hubo numerosas polémicas sobre Latrún], la muerte de 45 soldados [...] debería haber provocado una pregunta. Pero ellos murieron en un lado de la arena, lo que resultó irrelevante, ya que no era para decidir el destino de la campaña».

#### Conmemoración
Tras la crisis de Suez y la guerra de los Seis Días, el ejército se convierte en la institución más importante de las Fuerzas de Defensa de Israel. Por razones técnicas (distancia de la comunicación con las bases) y porque los lugares de interés histórico eran accesibles, la plana mayor debatió para transferir el lugar del juramento de los nuevos reclutas de Masada a un lugar más apropiado. Latrún fue finalmente elegido. En la década de 1980, un sitio conmemorativo y un museo fueron construidos en el sitio del antiguo fuerte de policía. El complejo cuenta con una pared donde se ubica una lista de todos los nombres de los soldados caídos desde la guerra de independencia, un monumento a la gloria de los héroes y otro para su homenaje («lloro»). El museo alberga cerca de 200 tanques y otros vehículos blindados.

### La historiografía jordana

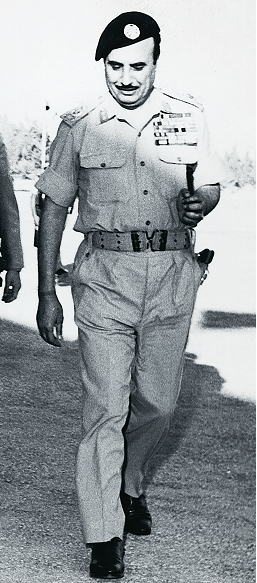
Teniente coronel Habes al-Majali, comandante del 4.º Regimiento de la Legión Árabe.

Según Eugène Rogan, la historiografía jordana de la guerra es esencialmente la de los recuerdos por parte de funcionarios jordanos que participaron en los combates, o de los historiadores nacionalistas. Afirma que estas obras «no críticas» son en gran medida «leales» al régimen jordano, citando Moudhakkirati ("Mis Memorias") de Habes al-Majali, comandante del 4.º Regimiento; Ma'arik Bal al-Wad ("Las batallas en Bab al-Wad") de Mahmoud al-Ghussan, uno de los oficiales del Estado Mayor; Fi sabil al-quds ("En la carretera de Jerusalén") de Ma'n Abu Nuwar, un oficial de la Legión Árabe y soldado jordano; y Soldier with the Arabs ("Soldado con los árabes") de John Bagot Glubb. La historiografía jordana declara a Latrún como un gran éxito de la Legión Árabe en la defensa de Jerusalén, donde un contingente de 1.200 hombres resistió un asalto de 6.500 soldados israelíes, calculando las pérdidas israelíes entre 400 y 800 muertos. Glubb evaluó 600 muertes en el primer asalto y otras 600 para los dos asaltos siguientes.
Habes al-Majali es considerado como «el único comandante árabe que derrotó a los israelíes en 1948 y restauró un poco el honor a los árabes». Por su versión de los hechos, que incluso menciona la captura de Ariel Sharón en el curso de la batalla, fue el coronel Ashton (su superior británico de la 3.ª Brigada) quien le habría prohibido el uso de la artillería contra la carretera de Birmania, acción que podría haber evitado su construcción. Después de la guerra, fue nombrado guardaespaldas de Abdullah y en 1957, Jefe de Estado Mayor del ejército jordano. Se convirtió en el ministro jordano de Defensa en 1967.

### La historiografía y memoria colectiva palestinas

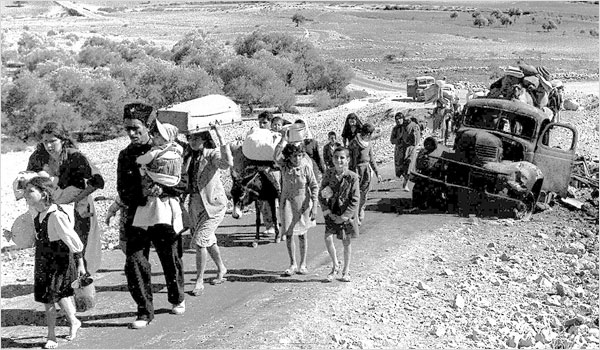
Refugiados árabes palestinos tras el éxodo de 1948.

La historiografía palestina no es particularmente diferente de la historiografía israelí respecto a la batalla. Está, después de todo, basada en el lado israelí pero sin darle ningún peso o carácter simbólico. En su obra All That Remains: The Palestinian Villages Occupied and Depopulated by Israel in 1948, Walid Khalidi se refiere a la Operación Maccabi como el primer asalto.  Se informa que la resistencia ofrecida por la Legión Árabe y el ejército de voluntarios era «inspirada por Abd al-Qadir al-Husseini» (muerto un mes antes).
Sin embargo, la historiografía palestina y la memoria colectiva señalan que durante el éxodo de la población árabe palestina de la guerra de 1948, las masacres y expulsiones forzosas que sucedieron podrían ser vistas como limpieza étnica.  En la zona de Latrún, esto afectó a unos 20 pueblos y diez mil árabes palestinos. Algunos habitantes huyeron durante los combates de abril, pero la mayoría huyó cuando los israelíes atacaron sus aldeas durante las operaciones siguientes. Después de la captura de un pueblo, los soldados israelíes expulsaban sistemáticamente a los no combatientes, intimidándolos a abandonar y demoliendo sus casas. Una masacre de entre treinta y setenta árabes tuvo lugar algunos días después de que Abu Shusha fue tomada. La mayoría de las aldeas fueron arrasadas, para no ser utilizadas por los voluntarios árabes y para evitar que los habitantes regresaran. En algunos casos, se establecieron asentamientos judíos en los terrenos del pueblo.

### Confrontación de las historiografías en el contexto de la guerra de 1948
Para muchos israelíes, Latrún es la evidencia fáctica de su debilidad en la guerra que les enfrentó a los estados árabes y a los palestinos. Ocasionó la pérdida de muchos soldados y ninguno de los cinco asaltos logró capturar esta posición estratégica, que impedía el reabastecimiento de Jerusalén Oeste, lo que hubiera causado su rendición. Los israelíes en la ciudad fueron «salvados» in extremis dos veces de este situación, por la operación Najshón y la apertura de la carretera de Birmania. La presencia y el bloqueo de la Legión Árabe en Latrún se perciben como una agresión árabe para tomar Jerusalén.
Sin lugar a dudas, los «nuevos historiadores» matizan este análisis señalando que, en comparación con los árabes palestinos (durante la operación Najshón), las fuerzas israelíes fueron claramente superiores y que, en comparación con los ejércitos árabes, la situación de equilibrio inicial se desarrolló rápidamente a una situación de supremacía israelí en julio, de la que todas las partes eran conscientes. Argumentan que la presencia de la Legión Árabe en Latrún, en territorio bajo control árabe, era necesaria para evitar la captura de Cisjordania por parte de los israelíes, propuesta en septiembre.
Algunos van más allá, y señalan un «entendimiento», un «acuerdo» o una «colusión» entre Israel y el rey Abdullah de Jordania durante la guerra, con el fin de dividir Palestina. En este contexto, el hecho de que Latrún se encontraba en la parte otorgada a los árabes palestinos (o a Abdullah) y añadiendo que la intervención de la Legión en Jerusalén en sí no fue premeditada, sino que respondía a varios ataques israelíes, pero sin tener en cuenta la situación de cerco y asedio de la población judía de Jerusalén, los israelíes se convierten en los agresores. Este último enfoque ha sido particularmente criticado por varios historiadores israelíes. Ilan Pappé, por su parte, continúa el razonamiento considerando la operación Ben Nun como una instrumentalización de los nuevos inmigrantes, enviados voluntariamente a la muerte.
La situación de Latrún y la lucha que tuvo lugar allí no se destacan en la historiografía palestina, que considera que la superioridad militar de Israel fue una constante a lo largo de los combates. Ven a Latrún como un obstáculo en un enorme y premeditado plan israelí de conquista y limpieza étnica de toda Palestina. Por las mismas razones, los jordanos ven a Latrún como un acto heroico de resistencia.